# Русини
Русини (рсн. Русины) су источнословенски народ, који претежно живи у данашњој западној Украјини, на подручју Закарпатске области. Делови русинског народа живе у Словачкој, Пољској, Мађарској, Румунији, Србији и Хрватској, а такође и широм дијаспоре, првенствено у САД, Аустралији и Канади. Укупан број Русина се процењује на око 1.610.000 припадника.
Русински језик спада у групу источнословенских језика. Дели се на два главна наречја, североисточно (карпатско) и југозападно (панонско), а у складу са том поделом употребљавају се и одговарајуће варијанте русинске ћирилице, која се налази у процесу стандардизације.
Припадници овог народа за себе употребљавају ендонимски (изворни) назив Русини (рсн. Русины), који је у том облику прихваћен и у другим словенским, а такође и у несловенским језицима. Такође се употребљава и облик Руснаци, као и старински израз Рушњаци (рсн. Руснакы). У историјском контексту, Русини су често били подвођени и под шире појмове, као што су Рутени или Малоруси, али ти појмови се нису односили само на Русине, већ и на друге источнословенске групе.
Иако су Русини међународно признати као посебан народ, са званичним статусом пуноправне националне мањине у неколико држава, њихов положај још увек није решен у матичним областима, које припадају данашњој Украјини. То питање се налази у процесу решавања, али украјински националисти још увек негирају народну посебност Русина, сматрајући их делом украјинске нације, што представља остатак бивших бољшевичких концепција из времена Совјетске Украјине, а исту тезу заступају и украјински фашисти, који се залажу за украјинизацију Русина и осталих мањинских заједница у границама данашње Украјине.

## Историја
Русини потичу од древних источнословенских племена, која су се током словенских миграција у 6. и 7. веку настанила на ширем простору око Источних Карпата, у суседству Белих Хрвата и даље према северу (Волињани) и истоку (Тиверци и Улићи). Иако изворна сведочанстава из раног средњовековног периода нису бројна, сазнања о тадашњим приликама у поменутим областима значајно су употпуњена резултатима савремених археолошких истраживања.
Током 9. и 10. века, готово све источнословенске области ушле су у састав велике Кијевске Русије. Недуго након првог покрштавања Словена, у време мисије светог Ћирила и Методија у Великоморавској кнежевини и мисије њихових ученика у суседним словенским земљама, хришћанство се проширило и према источним (русинским) областима, а процес христијанизације је довршен након покрштавања Кијевске Русије, уз задржавање многих старих обичаја.
Русини су првобитно припадали Православној цркви. Епархије у матичним русинским областима су првобитно биле у саставу староруске Кијевске митрополије. Након поделе Кијевске Русије на више удеоних држава, русинске области су се највећим делом нашле у саставу Галичко-волинске кнежевине, која је достигла свој врхунац током 13. века, поставши и краљевина, а потом је током 14. века добила и своју посебну Галичку православну митрополију.
Средином 14. века, Галичко-волинска држава је потпала под власт Краљевине Пољске, услед чега су пољски краљеви почели да се називају и господарима западних руских (русинских) земаља. Ради даљег учвршћивања власти, пољски краљ је 1434. године установио посебно Руско војводство (пољ. Województwo ruskie), које је обухватало галичке области. Руско (русинско) војводство је постојало током наредна три ипо века, све до краја пољске власти (1772).
Након досељавања Мађара (крајем 9. века) и потоњег ширења мађарске власти према североистоку током 10. и 11. века, русинске области са унутрашње стране Карпата су постепено потпале под мађарску власт. Иако је Краљевина Угарска била римокатоличка држава, верске слободе угарских православних Русина су у појединим периодима биле толерисане, првенствено из политичких разлога.
Четрдесет и пети законски чланак угарског сабора из 1495. године помиње их као „шизматике“, односно православце:
На границама Краљевине [Угарске] има много места, у којима Рашани [тј. Срби], Рутени [тј. Русини], Власи [тј. Румуни] и други шизматици [тј. православни] бораве на земљишту хришћана [тј. католика]. Живећи до сада у складу са својим [православним] обредом, навикли су да не плаћају уопште никакву [црквену] десетину од [приноса од] тог истог земљишта. Међутим, господа прелати [тј. црквене старешине] их настоје натерати на плаћање десетине. Пошто се десетина, намењена за Христову баштину [тј. добра која поседује црква], обично тражи од Христових верника [тј. католика] а не од других шизматика — посебно не од оних, који на позив и ради безбедности Краљевског Величанства и војвода, барона и осталих чиновника који држе границе [Угарске] Краљевине, настањују поменута места — зато је наређено и закључено да се одсад па надаље од Рашана, Рутена, Влаха и других шизматика, на којем год земљишту хришћана боравили, не тражи уопште никаква десетина.

### Рани нови век
Током раног нововековног раздобља, од 16. до 18. века, Русини су у политичком смислу били подељени на две групе. Они који су живели са унутрашње (угарске) стране Карпата потпадали су под власт Хабзбуршке монархије, док су они у областима са спољашње (галичке) стране Карпата били под влашћу Краљевине Пољске.
Пошто су поменуте државе подстицале ширење католицизма, међу православним Русинима у југоисточним деловима Пољске и североисточним деловима Угарске дошло је до постепеног прихватања уније са Католичком црквом. Први талас унијаћења, који је покренут склапањем Брестовске уније (1596), захватио је Русине у оквиру пољских граница. Други талас унијаћења, који је покренут склапањем Ужгородске уније (1646), захватио је Русине у оквиру угарских граница. У прво време, унија је напредовала споро, али је интензивирана током 18. века, чиме је постављена основа за потоње стварање Русинске гркокатоличкe цркве.
Средином 18. века, у склопу хабзбуршког програма колонизације, започело је досељавање Русина у тадашње јужне угарске области. Највећи део досељеника настанио се у областима Бачке и Срема, а њихови потомци су данашњи Русини у Србији.
Након Прве поделе Пољске (1772) и укључења Галиције и Лодомерије у састав Хабзбуршке монархије, већина Русина се нашла под влашћу бечког двора. Током револуционарних збивања (1848—1849) дошло је до првог значајнијег успона русинског националног покрета.
Након склапања Аустро-угарске нагодбе (1867), русински народ је остао подељен на два дела: Русини у Галицији и Буковини су били у саставу аустријског дела монархије, док су они са унутрашње стране Карпата остали у саставу Угарске.
Русини су у Угарској били изложени систематској мађаризацији, али су упркос томе успели да очувају своју народност. Аустроугарске државне власти нису признавале изворно русинско народно име, већ су Русине убрајале међу такозване Рутене (страни појам, са ширим значењем).
Аустроугарске државне власти су спроводиле политику строгог надзора над Русинима и осталим Словенима, међу којима су се током времена развиле извесне политичке симпатије према суседној царској Русији. У руским спољнополитичким плановима, хабзбуршка власт над некадашњим најзападнијим деловима Кијевске Русије сматрана је окупацијом, а те области су у руској политичкој терминологији означаване као Загранична Русија (рус. Зарубежная Русь).
Током раздобља аустроугарске власти, међу Русинима су се постепено формирала три главна усмерења. Прво је било про-руско, а заговорници тог усмерења, који су називани русофилима, посматрали су Русине као саставни део руског народа. Насупрот томе, крајем 19. и почетком 20. века појавило се и сасвим ново, про-украјинско усмерење, које је стекло симпатије у неким гркокатоличким круговима, у којима су Русини посматрани као саставни део будуће украјинске нације. Између те две струје, формирало се и треће усмерење, које се залагало за поштовање народне посебности Русина.

### Савремено доба
За време Првог светског рата (1914-1918), матичне русинске области су тешко пострадале услед ратних дејстава на карпатском бојишту. У исто време, угарске власти су покренуле нови талас мађаризације, која је спровођена уз подршку гркокатоличког свештенства. Већ током, 1915. године, група домаћих гркокатоличких свештеника је затражила званичну забрану употребе русинског народног имена, на шта се потом надовезао и захтев појединих гркокатоличких бискупа да се русинска ћирилица забрани и замени латиницом, што је потом и спроведено, силом државне власти.
Током ратних година, међу русинским политичким првацима у Аустроугарској монархији појавио се покрет за стварање самоуправне или независне русинске политичке јединице. Пошто су аустроугарске власти крајем 1917. и почетком 1918. године подржале стварање независне украјинске државе на суседним подручјима која су до тада била у саставу Руског царства, украјинска државна идеја је постала привлачна и за део политичких првака у аустријској Галицији.
Након распада Аустроугарске, Русини из североисточних крајева дотадашње Угарске су у децембру 1918. године успели да се изборе за добијање обласне аутономије, у оквиру новопроглашене Мађарске Народне Републике. Аутономна област је носила назив Русинска Крајина, а обухватала је неколико жупанија.
У исто време, на подручју суседне Галиције је крајем 1918. године дошло до проглашења посебне државе, која је прозвана "Западном Украјином", чиме је хороним Украјина по први пут у историји протегнут на Галицију. Поменута држава није опстала, пошто је њено подручје запосела Пољска.
Изван матичног подручја, део русинског народа који је живео у јужним областима дотадашње Угарске узео је активно учешће у процесу уједињења Војводине (Банат, Бачка, Барања) са Краљевином Србијом, а њихових двадесетак изабраних представника учествовало је у раду Велике народне скупштине, која је у новембру 1918. године заседала у Новом Саду.
Током јесени 1918. године, међу Русинима у Сједињеним Америчким Државама преовладао је став да решење за политички положај матичних русинских области ("Угро-Русинија") не би требало тражити у оквиру дотадашње Угарске, односно Мађарске, већ у оквиру будуће Чехословачке. Тим поводом, дошло је до преговора између русинских представника на челу са Григоријем Жатковичем и чехословачких представника, које је предводио Томаш Масарик, што је резултирало договором и потписивањем "Филаделфијског споразума" од 26. октобра 1918. године.
Договорена решења су спроведена током 1919. године. У време интервенције савезничких сила против новопроглашене Мађарске Совјетске Републике, чехословачке трупе су запоселе аутономну Русинску Крајину, чиме је створено ново фактичко стање. Мировним споразумом који је склопљен у Сен Жермену (10. септембар 1919. године), озваничено је укључивање русинских области у састав Чехословачке. Државне власти у Прагу су се обавезале да ће Русинима обезбедити пуну равноправност и обласну аутономију. Уместо аутономне Русинске Крајине створена је аутономна Поткарпатска Русија (Русинија), а за првог гувернера постављен је Григориј Жаткович.
За време чехословачке власти (1919—1939), аутономна русинска област је била званично призната под именом "Поткарпатска Русија" (рсн. Підкарпатьска Русь). Против тог назива је била вођена организована кампања из тадашње Совјетске Украјине, која је претендовала не само на Галицију (у то време под пољском влашћу), већ и на области са унутрашње стране Карпата (у саставу Чехословачке). Украјински бољшевици нису признавали посебност русинског народа, већ су Русине сматрали "Западним Украјинцима". Када је Чехословачка одлучила да Поткарпатској Русији додели виши степен аутономије (1938), локални заговорници про-украјинске политике су без сагласности централних државних власти у Прагу почели да промовишу обласни назив "Карпатска Украјина", али тај подухват се завршио потпуним колапсом и окупацијом читаве области од стране Мађарске (1939).
За време окупације (1939—1944), мађарске власти су израдиле пројекат за стварање аутономног "Поткарпатског војводства" (мађ. Kárpátaljai vajdaság), али та замисао није била спроведена у дело, тако да су русинске области са унутрашње стране Карпата остале под директном окупационом управом.
Након ослобођења (1944), русинске области су ушле у састав Совјетског Савеза и додељене су Совјетској Украјини. Иако су совјетске власти практиковале стварање разних територијалних аутономија, то право је ускраћено русинским областима, због отпора украјинских комуниста. Укључивањем у састав Совјетске Украјине, на русинским матичним подручјима је отпочео процес интензивне украјинизације, која се заснивала на негирању народне посебности Русина.
Слична политика је након 1991. године настављена и у независној Украјини, која избегава да призна пуну националну самобитност русинског народа.
Русинске институције и организације из матичних (карпатских) области и дијаспоре, формирале су 1991. године заједничку организацију, под називом: Светски конгрес Русина (рсн. Світовый конґрес русинів, енгл. World Congress of Rusyns).

## Подгрупе, дијаспора и бројност
Савремени Русини су највећим делом настањени у својим матичним областима, које обухватају карпатска подручја у данашњој Украјини, као и поједине области у североисточном делу данашње Словачке и југоисточном делу данашње Пољске.
Карпатски Русини се традиционално деле на неколико регионалних подгрупа, као што су: Долињани, Бојки, Лемки, Хуцули и неке друге мање подгрупе. Знатан део Русина данас живи у расејању, односно дијаспори, што је последица вишевековних миграција из матичних области. Русинске заједнице такође постоје у данашњој Мађарској, Хрватској, Србији, Румунији, САД, Канади, Аустралији и Русији.

### Русини у Лемковини
Русинска подгрупа Лемки настањује карпатску област која је позната као Лемковина, а данас је подељена између Украјине, Пољске и Словачке. Украјински део Лемковине обухвата русинске области на крајњем југозападу Украјине. У међуратном периоду, пољски део Лемковине се скоро у потпуности налазио у саставу Краковског војводства, с центрима у градовима Нови Сонч, Грибув, Горлице, Јасло и Кросно, на територији која је захватала површину од 4.310 km². Словачки део Лемковине налази се на крајњем североистоку државе, где се налазе русинска насеља, као што су Литманова у Старој Љубовни и Остурња. На подручју Лемковине је 1918. године била проглашена Русинска Народна Република Лемковина, која је 1920. године прикључена Пољској.

### Русини у Панонији
Русини који су настањени у појединим областима Панонске низије, првенствено на просторима данашње северне Србије (Војводина) и северне Хрватске (Славонија), представљају посебни огранак русинског народа, чији се припадници називају панонским, јужним, западним или југозападним Русинима. Досељавање карпатских Русина у јужне панонске области спроведено је највећим делом током друге половине 18. века. На подручју Србије и Хрватске данас живи око 20.000 припадника русинског народа, који су највећим делом потомци старих русинских досељеника из планинских (карпатских) крајева у данашњој Украјини, Словачкој и Пољској.

## Политика
Међу Русинима у матичним областима и широм дијаспоре, присутно је неколико политичких усмерења:
- Русинско национално усмерење (залагање за пуну самобитност сопственог народа)
- Проукрајинско усмерење (залагање за остваривање права уз ослонац на украјинске чиниоце)
- Проруско усмерење (залагање за остваривање права уз ослонац на руске чиниоце)

Русини су званично признати за национална мањина у Чешкој, Словачкој, Пољској, Мађарској, Румунији и Србији. Украјина то питање још увек није решила.

## Религија
Према савременом стању верских прилика међу Русинима, традиционална приврженост хришћанству представља саставни део русинског народног идентитета.
Услед промена које су наступиле у раздобљу од 16. до 18. века, највећи део Русина данас припада гркокатоличкој вероисповести. У оквиру гркокатоличке заједнице постоји Русинска гркокатоличка црква, али њена непосредна надлежност обухвата првенствено русинску дијаспору у САД, која има своју самоуправну митрополију са седиштем у Питсбургу.
У матичним русинским (карпатским) областима постоји стара Мукачевска гркокатоличка бискупија, око чије се припадности воде спорови између две струје, русинске и украјинске, тако да се та бискупија још увек налази у непосредној надлежности римског папе.
Услед низа спорних питања, гркокатолички Русини у Словачкој нису задовољни својим положајем у оквиру Словачке гркокатоличке цркве, па су због тога у неколико наврата тражили стварање посебне русинске гркокатоличке бискупије, али Рим тај захтев није уважио.
Гркокатолички Русини у Србији чине највећи део верника Крстурске гркокатоличке бискупије, која се упркос томе не налази у саставу Русинске гркокатоличке цркве, већ се као и Мукачевска гркокатоличка бискупија налази у непосредној надлежности римског папе..
Мањи део Русина остао је привржен православном хришћанству, првенствено у матичним областима, које су биле у саставу Мукачевско-прешовске епархије (1931), а данас се налазе под јурисдикцијом канонске Украјинске православне цркве, која делује под окриљем Московске патријаршије. Православни део русинске дијаспоре у Сједињеним Државама потпада под надлежност посебне Карпатско-руске (русинске) епархије у саставу Цариградске патријаршије.

## Русински језик
Русински језик спада у групу источнословенских језика. Према својим дијалектолошким особеностима, дели се на два главна наречја, североисточно (карпатско) и југозападно (панонско). У појединим дијалектима карпатског наречја приметан је утицај суседних западнословенских језика, док је у панонском наречју додатно изражен и утицај појединих јужнословенских језика. У складу са основном дијалектолошком поделом, употребљавају се и одговарајуће варијанте русинске ћирилице, која се још увек налази у процесу стандардизације.
Посебна славистичка дисциплина која се бави проучавањем русинског језика и књижевности назива се русинистика. Још од 19. века, у славистичким и ширим лингвистичким круговима воде се бројне расправе о месту русинског језика у породици словенских језика. У средишту тих расправа налази се питање, да ли је русински засебан језик или је варијетет неког другог словенског језика. На то се надовезују и новије теорије, по којима се наречја русинског језика (карпатско и панонско) сматрају посебним "микројезицима" (теза Александра Дуличенка). По мишљењу већине украјинских лингвиста, русински језик је специфичан варијетет у оквиру украјинског језичког корпуса, али тај став се сматра спорним и није шире прихваћен у међународним лингвистичким круговима.
Под притиском европских институција и организација за заштиту мањинских права, украјинске државне власти су 2012. године приступиле реформи језичке политике. У тексту новог закона, нашао се и помен русинског језика (у оквиру списка регионалних и мањинских језика), што је наишло на негативне реакције украјинских националиста. Одредбе новог закона нису спроведене у пракси, пошто је закон опозван већ 2014. године, а потом је 2018. године проглашен и неуставним.
У пролеће 2019. године, група стручњака из области русинистике (окупљена око Александра Дуличенка) формулисала је предлог за поделу јединственог русинског језика на два посебна језика, путем уздизања карпатског и панонског наречја на статус посебних језика, са предложеним називима: Источнорусински језик (енгл. East Rusyn language) и Јужнорусински језик (енгл. South Rusyn language). Овај предлог за поделу, који би довео до укидања јединственог русинског језика путем стварања два посебна (одвојена) језика, одбијен је почетком 2020. године од стране Међународне организације за стандардизацију (ISO).
Ово питање је добило додатне димензије у јесен 2020. године, када је иста група стручњака (у проширеном саставу) упутила нови (измењени и допуњени) захтев Међународној организацији за стандардизацију (ISO), затраживши признавање потпуно новог језика, под предложеним називом: "рутенски језик" (енгл. Ruthenian language). Према предлогу поменуте групе, тај нови језик би обухватао досадашње панонско наречје, чиме би појам русинског језика био редукован на досадашње карпатско наречје. Уколико буде усвојен, поменути захтев ће довести до поделе јединственог русинског језика на два потпуно одвојена језика.

## Познати Русини
- Григориј Жаткович, политичар и први гувернер Поткарпатске Русије
- Енди Ворхол, сликар, режисер, публициста, глумац и највећа фигура поп арта
- Бил Еванс, џез пијаниста и композитор
- Јуриј Франц Кулчицки, племић и дипломата